# Orfeo in paradiso
Orfeo in paradiso è un romanzo del 1967 di Luigi Santucci, con cui l'autore vinse il Premio Campiello.

## Trama
Orfeo è un giovane uomo che entra in depressione dopo la morte della madre. Un giorno pensa di suicidarsi gettandosi nel vuoto dalla balconata del Duomo di Milano. Un signore misterioso, forse la personificazione del diavolo, lo avvicina e propone di mandarlo indietro nel tempo, nel periodo in cui la madre era ancora in vita. Orfeo accetta e si ritrova nella Milano del 1892, nove mesi prima della nascita della madre. Il misterioso signore gli fornisce denaro ogni giorno e gli invia delle lettere firmandosi come Monsieur des Oiseaux, raccomandandogli di non interferire mai con lo svolgersi degli avvenimenti. Orfeo rivive dunque i maggiori eventi storici di quel periodo: i moti milanesi del maggio 1898, i dibattiti sull'intervento dell'Italia nella Prima Guerra Mondiale e la ritirata delle truppe italiane dal fronte dopo la disfatta di Caporetto.
Nei primi tempi, Orfeo si contenta di vedere la madre bambina, e poi ragazza, grazie ad alcuni travestimenti e all'aiuto di persone di cui la madre gli aveva parlato, che riesce ad avvicinare impressionandole grazie alla sua prescienza del futuro. L'incontro con un prete, don Pasqua, lo spinge tuttavia verso i primi dubbi sul significato della propria possibilità di rivivere nel passato. Secondo don Pasqua, ciò che Orfeo giudica come un paradiso è in realtà soltanto la proiezione del proprio egoismo, dell'incapacità di congedarsi dalla madre morta. Dopo un faticoso travaglio interiore, Orfeo si decide a un atto altruistico, dettato da amore: sconsiglia alla madre ragazza di sposarsi con l'uomo con cui avrebbe avuto un figlio, lo stesso Orfeo, ma che l'avrebbe fatta soffrire per tutta la vita. Questa interferenza con il corso degli avvenimenti passati rompe il contratto tra Orfeo e Monsieur des Oiseaux, riportando il protagonista nel presente.

## Opere derivate
Dal romanzo è stato tratto l'omonimo sceneggiato per la televisione di Leandro Castellani (1971).

## Edizioni
- Luigi Santucci, Orfeo in paradiso, collana Narratori italiani, n. 160, Milano, Mondadori, 1967.
- Luigi Santucci, Orfeo in paradiso, collana Un libro al mese, Milano, Club degli Editori, 1967.
- Luigi Santucci, Orfeo in paradiso, collana Oscar, n. 329, Milano, Mondadori, 1971.
- Luigi Santucci, Orfeo in paradiso, collana Scrittori italiani e stranieri, Milano, Mondadori, 1979.
- Luigi Santucci, Orfeo in paradiso, collana Oscar, introduzione di Domenico Porzio, n. 263, Milano, Mondadori, 1992.
- Luigi Santucci, Orfeo in paradiso, collana Grandi premi della letteratura italiana, Milano-Novara, Mondadori-De Agostini, 1993.
- Luigi Santucci, Orfeo in paradiso, a cura di Daniele Piccini, collana Narrativa, Genova-Milano, Marietti 1820, 2010, ISBN 978-88-211-8237-2.